# Julius Hanna Aydın
Julius Hanna Aydın – duchowny Syryjskiego Kościoła Ortodoksyjnego, od 2007 biskup Północnych Niemiec. Sakrę otrzymał 18 lutego 2007 roku.